# Lijst van attracties in Walt Disney Studios Park
Lijst met attracties in het Franse attractiepark Walt Disney Studios Park.

## Huidige attracties
| Naam                                              | Openingsjaar | Attractietype                | Fabrikant             | Afbeelding |
| ------------------------------------------------- | ------------ | ---------------------------- | --------------------- | ---------- |
| Cars Quatre Roues Rallye                          | 2007         | Demolition Derby             | Zamperla              |            |
| Crush's Coaster                                   | 2007         | Draaiende overdekte achtbaan | Maurer Rides          |            |
| Les Tapis Volants - Flying Carpets over Agrabah   | 2002         | Red Baron                    |                       |            |
| Ratatouille: L’Aventure Totalement Toquée de Rémy | 2014         | Trackless darkride           |                       |            |
| RC Racer                                          | 2010         | halfpipe-attractie           | Intamin               |            |
| Slinky Dog Zigzag Spin                            | 2010         | Rupsbaan                     |                       |            |
| Stitch Live!                                      | 2008         | Interactieve film            |                       |            |
| The Twilight Zone Tower of Terror                 | 2007         | Vrije val                    | Otis Elevator Company |            |
| Toy Soldiers Parachute Drop                       | 2010         | Paratower                    | Intamin               |            |
| Animation Celebration                             | 2019         | Show                         |                       |            |
| Studio D                                          | 2020         | Show                         |                       |            |
| Cars: Route 66 Road Trip                          | 2021         | Rondrit                      |                       |            |
| Avengers Assemble: Flight Force                   | 2022         | overdekt Achtbaan            | Vekoma                |            |
| Spider-Man W.E.B. Adventure                       | 2022         | Interactieve Darkride        |                       |            |

## Voormalige attracties
| Naam                                        | Opening/sluiting | Attractietype         | Fabrikant | Afbeelding |
| ------------------------------------------- | ---------------- | --------------------- | --------- | ---------- |
| Animagique                                  | 2002 - 2016      | Show                  |           |            |
| Cinemagique                                 | 2002 - 2017      | Show                  |           |            |
| Armageddon - Les Effets Speciaux            | 2002 - 2019      | Speciale effectenshow |           |            |
| Studio Tram Tour: Behind the Magic          | 2002 - 2020      | Rondrit               |           |            |
| Monteurs... Action! Stunt Show Spectaculair | 2002 - 2020      | Stunt show            |           |            |
| Rock 'n' Roller Coaster Starring Aerosmith  | 2002 - 2019      | Overdekte achtbaan    | Vekoma    |            |
| Disney Jr. - live on stage                  | 2009 - 2019      | Show                  |           |            |
| Art of Disney Animation                     | 2002 - 2019      | Show                  |           |            |

Disneyland Paris · Lijst van attracties in Walt Disney Studios Park · afbeeldingen